# Distrikt Carabamba
Der Distrikt Carabamba liegt in der Provinz Julcán in der Region La Libertad im Westen von Peru. Der Distrikt wurde am 19. Juni 1990 gegründet. Er besitzt eine Fläche von 234 km². Beim Zensus 2017 wurden 6828 Einwohner gezählt. Im Jahr 1993 lag die Einwohnerzahl bei 8191, im Jahr 2007 bei 7104. Die Distriktverwaltung befindet sich in der 3325 m hoch gelegenen Ortschaft Carabamba mit 1196 Einwohnern (Stand 2017). Carabamba liegt 15 km südwestlich der Provinzhauptstadt Julcán.

## Geographische Lage
Der Distrikt Carabamba liegt im Westen in der Provinz Julcán. Der Distrikt wird im Osten und im Süden von den Flüssen Río Palconque und Río Virú (im Oberlauf Río Huacapongo) begrenzt und nach Südwesten entwässert.
Der Distrikt Carabamba grenzt im Südwesten an den Distrikt Virú (Provinz Virú), im Westen an den Distrikt Laredo (Provinz Trujillo), im Norden an die Distrikte Salpo und Mache (Provinz Otuzco), im Osten an den Distrikt Julcán sowie im Süden an den Distrikt Huaso.